# Maʿabbarōt
Maʿabbarot (hebräisch מַעְבָּרוֹת Maʿabbarōt, deutsch ‚Furten, Übergänge, Passagen‘) ist ein israelischer Kibbuz. Er liegt im Zentralbezirk in der Scharonebene nördlich von Netanja, am Alexanderfluss. Er gehört der sozialistisch-zionistischen Kibbuzbewegung ha-Kibbuz ha-ʾArtzi an und zählte 2018 979 Einwohner.

## Geschichte
Der Kibbuz wurde 1933 von Mitgliedern des ha-Schōmer ha-Zaʿīr aus der damals rumänischen Bukowina, Bessarabien und aus Bulgarien gegründet. 1939 gelangte eine Gruppe der Kinder- und Jugend-Alijah aus dem nationalsozialistischen Deutschland nach Maʿabbarot. Nach dem Zweiten Weltkrieg wurden einige Einwanderer aus Chile aufgenommen.
Der aus Ungarn stammende Judenretter Alexander Grossman lebte von 1949 bis 1951 in Maʿabbarot. Der französische Cellist und Komponist Paul Tortelier verbrachte ab 1955 ein Jahr in Maʿabbarot, zeigte sich von der Ideologie des Kibbuz begeistert und schrieb hier 1956 seine Symphonie d'Israël.
Der Kibbuz war in seinen Gründungsjahren hauptsächlich in der Landwirtschaft tätig (Viehhaltung, Geflügelzucht, Orangenplantagen), ist jedoch heute vor allem für die Herstellung der Säuglingsnahrung Materna aus Trockenmilch bekannt.
2013 erschien von der Filmgruppe DocView der Dokumentarfilm Erhobenen Hauptes. (Über)Leben im Kibbuz Maʿabarot. Der Film erzählt die Lebensgeschichten fünf deutscher Jüdinnen und Juden, die sich als junge Menschen vor den Nazis nach Palästina retteten, um dort im Kibbuz Maʿabbarot einen neuen Staat und eine neue Lebensform aufzubauen.